# Hîjnea, Jașkiv
Hîjnea (în ucraineană Хижня) este localitatea de reședință a comunei Hîjnea din raionul Jașkiv, regiunea Cerkasî, Ucraina.

## Demografie
Componența lingvistică a localității Hîjnea
     Ucraineană (97,71%)
     Rusă (1,81%)
     Alte limbi (0,48%)
Conform recensământului din 2001, majoritatea populației localității Hîjnea era vorbitoare de ucraineană (97,71%), existând în minoritate și vorbitori de rusă (1,81%).